# Автомобильная промышленность Беларуси

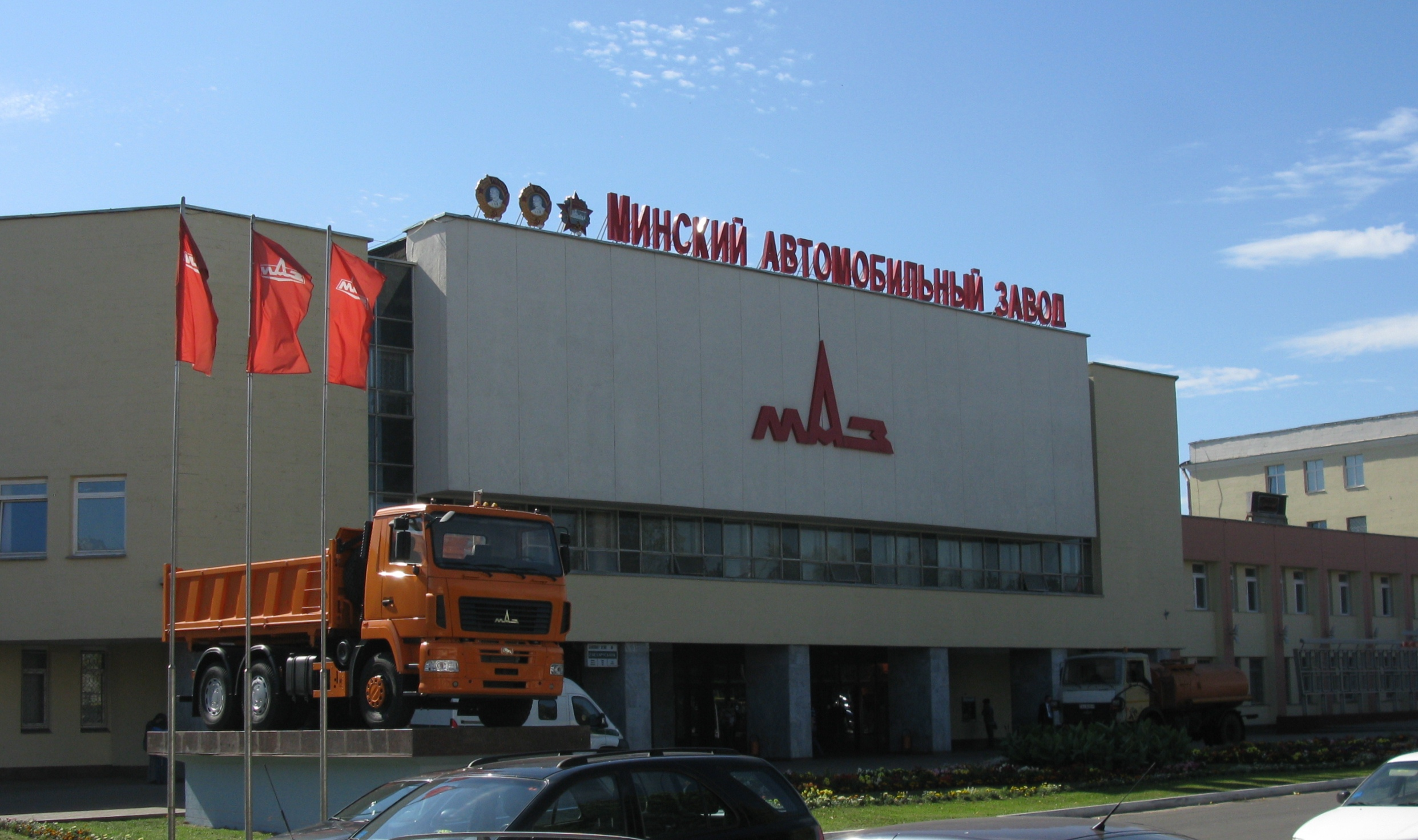
МАЗ — крупнейший производитель автомобилей в Беларуси

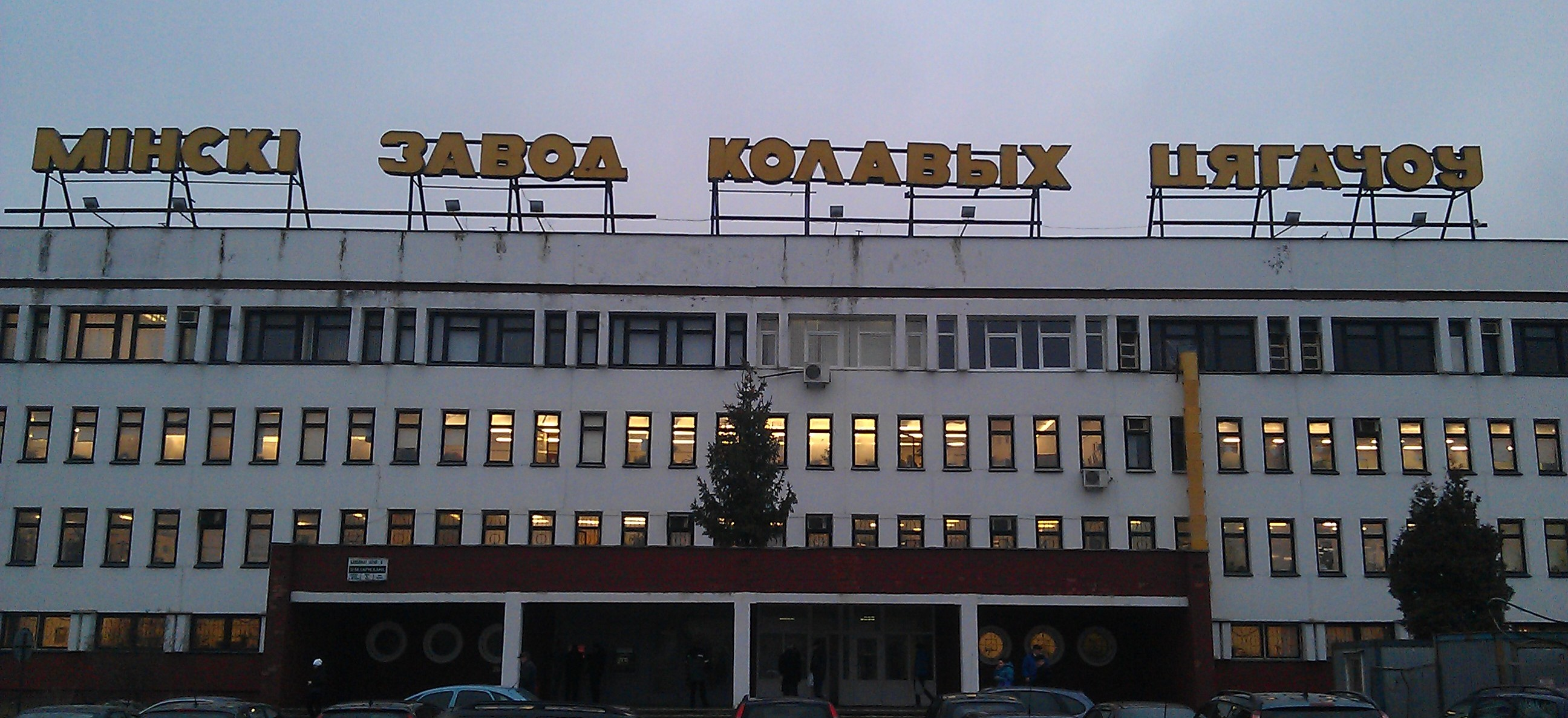
Минский завод колёсных тягачей (МЗКТ)

Автомобильная промышленность — крупная отрасль машиностроения в Беларуси.
Автомобильная промышленность в Беларуси зародилась в 1944 году с основанием автосборочного завода в Минске, собиравший из поступавших по ленд-лизу машинокомплектов грузовые автомобили Ford, GMC, Chevrolet и другие. Вскоре на его базе был основан Минский автомобильный завод (МАЗ). Благодаря оборудованию, полученному по репарациям из Германии и по линии UNRRA, был построен завод с полным циклом производства, на который было передано производство автомобилей с Ярославского автомобильного завода. Вскоре завод начал самостоятельно разрабатывать грузовые автомобили, в том числе специализированные.
БССР в составе СССР специализировалась на выпуске грузовых автомобилей, в том числе большой грузоподъёмности. Производство большегрузных самосвалов было передано на Белорусский автомобильный завод в Жодино, а выпуск тяжёлой техники двойного назначения — на Минский завод колёсных тягачей.
В 1990 году на предприятиях БССР было выпущено 42 тысячи грузовых автомобилей.
С обретением независимости (1991) появилось и производство легковых автомобилей. В 2016 году в Беларуси было собрано 10 360 легковых автомобилей.

## История

### БССР
До войны в БССР не существовало собственной автомобильной промышленности. В Советской Беларуси существовало с 1930-х годов лишь несколько авторемонтных заводов и мастерских, например в Могилёве, Гомеле, Минске. В первые послевоенное годы Советским правительством было принято решение создать в БССР автомобильный и тракторный заводы. Таковыми стали Минский автозавод (МАЗ), производство грузовиков для которого было перенесено из Ярославля (ЯАЗ) и Минский тракторный завод (МТЗ), который изначально выпускал гусеничные трактора, а после колёсные универсальные.
В конце 1950-х годов, согласно плану спецификации[прояснить] автозаводов СССР, Минавтопромом было принято решение о переносе производства ряда моделей автомобилей МАЗ на другие автозаводы, в частности в Жодино (БелАЗ, карьерная техника) и Могилёв (МоАЗ, одноосные тягачи и аэродромные тягачи). Также, производство армейских тяжёлых тягачей МАЗ-537 было перенесено в РСФСР, на завод колесных тягачей в Кургане.
К 1960-м годам автомобильная промышленность БССР выпускала дорожные грузовики, одноосные тягачи, карьерные самосвалы грузоподъемностью от 27 до 40 тонн, а также многоосные шасси автомобильного типа для армии.
В 1970—1980-е годы продолжилось развитие автопрома БССР.
В 1990 году только один Минский автозавод ежегодно выпускал до 40 тысяч грузовиков в год. Также был построен ряд заводов-смежников для автомобильной и тракторной промышленности в таких городах как Борисов, Осиповичи, Сморгонь, Руденск и др.

### 1990-е годы
Распад СССР трудно сказался, как на промышленности Беларуси, так и на автомобилестроении Республики. Тем не менее, автомобилестроители стали искать новые связи, в том числе и за пределами СНГ. В 1990 году по лицензии словенского производителя на площадях МАЗа началось производство кузовов различного назначения, получивших позднее собственную марку «Купава». В 1991 году, как самостоятельное предприятие, был образован Минский завод колесных тягачей (МЗКТ). В 1993 году по лицензии немецкой фирмы Neoplan началось производство автобусов МАЗ, что дало Беларуси собственное автобусостроение. Предприятие «Белкоммунмаш», занимавшееся в основном ремонтом электротранспорта, начало также производство собственных троллейбусов, а позже и трамвайных вагонов.
В пригороде Минска, посёлке Обчак, в 1996 году открылся автосборочный завод Ford (ныне ЗАО «Юнисон»), на котором собирали Ford Escort и Ford Transit.
В 1997 году было создано совместное белорусского-немецкое предприятие МАЗ-MAN, по выпуску грузовиков.

### 2000-е годы
В 2006 году ЗАО «Юнисон» начал сборку легковых автомобилей Iran Khordo Samand.
МАЗ, БелАЗ и МоАЗ создали ряд новых автомобилей. В 2005 году на Гомельском авторемонтном заводе начинается отверточная сборка автобусов «Богдан» Isuzu, но под собственной маркой «Радимич».

### 2010-е годы
В 2013 году на свободных площадях Борисовского завода «Автогидроусилитель» стартовало отверточное производство китайских автомобилей Geely. В том же году БелАЗ представил свою новинку карьерный самосвал грузоподъемностью 450 тонн, который был занесен в Книгу рекордов Гиннесса.
В 2017 году в Борисовском районе недалеко от Жодино было открыто новое сборочное производство БелДжи.
В 2019 году филиал МАЗ Брестмаш начал сборку автобусов и фургонов китайской марки JAC под брендом «МАЗ».

## Производство
| Производство грузовых автомобилей в БССР и Республике Беларусь, шт:                             |
| Графики недоступны из-за технических проблем. См. информацию на Фабрикаторе и на mediawiki.org. |

## Предприятия

### Советские заводы
| Советское название | Современное название                | Расположение | Год запуска | Владелец    | Деятельность                                                  | Мощность | Закрыт (Остановлен) | Примечание                               |
| ------------------ | ----------------------------------- | ------------ | ----------- | ----------- | ------------------------------------------------------------- | -------- | ------------------- | ---------------------------------------- |
| МАЗ                | ОАО Минский автомобильный завод     | Минск        | 1944        | Государство | Грузовые автомобили, автобусы, троллейбусы, прицепная техника |          | -                   |                                          |
| БелАЗ              | ОАО Белорусский автомобильный завод | Жодино       | 1948        | Государство | Карьерные автосамосвалы и спецтехника                         |          | -                   |                                          |
| МоАЗ               | Могилевский автомобильный завод     | Могилёв      | 1935        | Государство | Автомобили и спецтехника для карьеров и шахт                  |          | -                   | с 2006 года филиал ОАО БЕЛАЗ             |
| ГАРЗ               | Гомельский авторемонтный завод      | Гомель       | 1945        | Государство | Автобусы малой вместимости (с 2005 года)                      |          | 2014                | Банкротство. Ликвидирован в 2021 году    |
| СКБ-1 МАЗ          | ОАО Минский завод колесных тягачей  | Минск        | 1954        | Государство | Колесные тягачи автомобильного типа и спецтехника             |          | -                   | с 1991 года отдельное предприятие от МАЗ |
| Белремкоммунмаш    | БКМ Холдинг                         | Минск        | 1973        | Государство | Троллейбусы, электробусы, трамвайные вагоны                   |          | -                   |                                          |

### Белорусские заводы
| Современное название        | Расположение    | Год запуска | Владелец | Деятельность                                                         | Мощность             | Закрыт (Остановлен) | Примечание                                                                    |
| --------------------------- | --------------- | ----------- | --- | -------------------------------------------------------------------- | -------------------- | ------------------- | ----------------------------------------------------------------------------- |
| СЗАО БелДжи                 | Минская область | 2011        | - Республика Беларусь, - Zhejiang Jirun Automobile Co.,Ltd., - CITICC International Investment Limited, - Shenzhen Shentou Investment Co., Ltd. | Легковые автомобили марок Geely и BelGee                             | 120 тыс. (проектная) |                     | Совместное предприятие                                                        |
| ЗАО Юнисон                  | Минский район   | 1996        | Государство | Легковые автомобили (SKD), переоборудование коммерческих автомобилей |                      | -                   | Совместное предприятие                                                        |
| ОАО Брестмаш                | Брест           | 1986        | Государство | Коммерческие автомобили                                              |                      | -                   | Подразделение ОАО МАЗ. Как автосборочный завод с 2018 года.                   |
| СП МАЗ-МАН                  | Минск           | 1997        | Государство | Грузовые автомобили и спецтехника                                    |                      | -                   | Совместное предприятие                                                        |
| Автосборочный завод "Неман" | Лида            | 1984        | Государство | Автобусы большой вместимости (до 2018 года), малой вместимости       |                      | -                   | Как автосборочный завод с 1992 года. С 2015 года в составе подразделения МЗКТ |

### Минский автомобильный завод

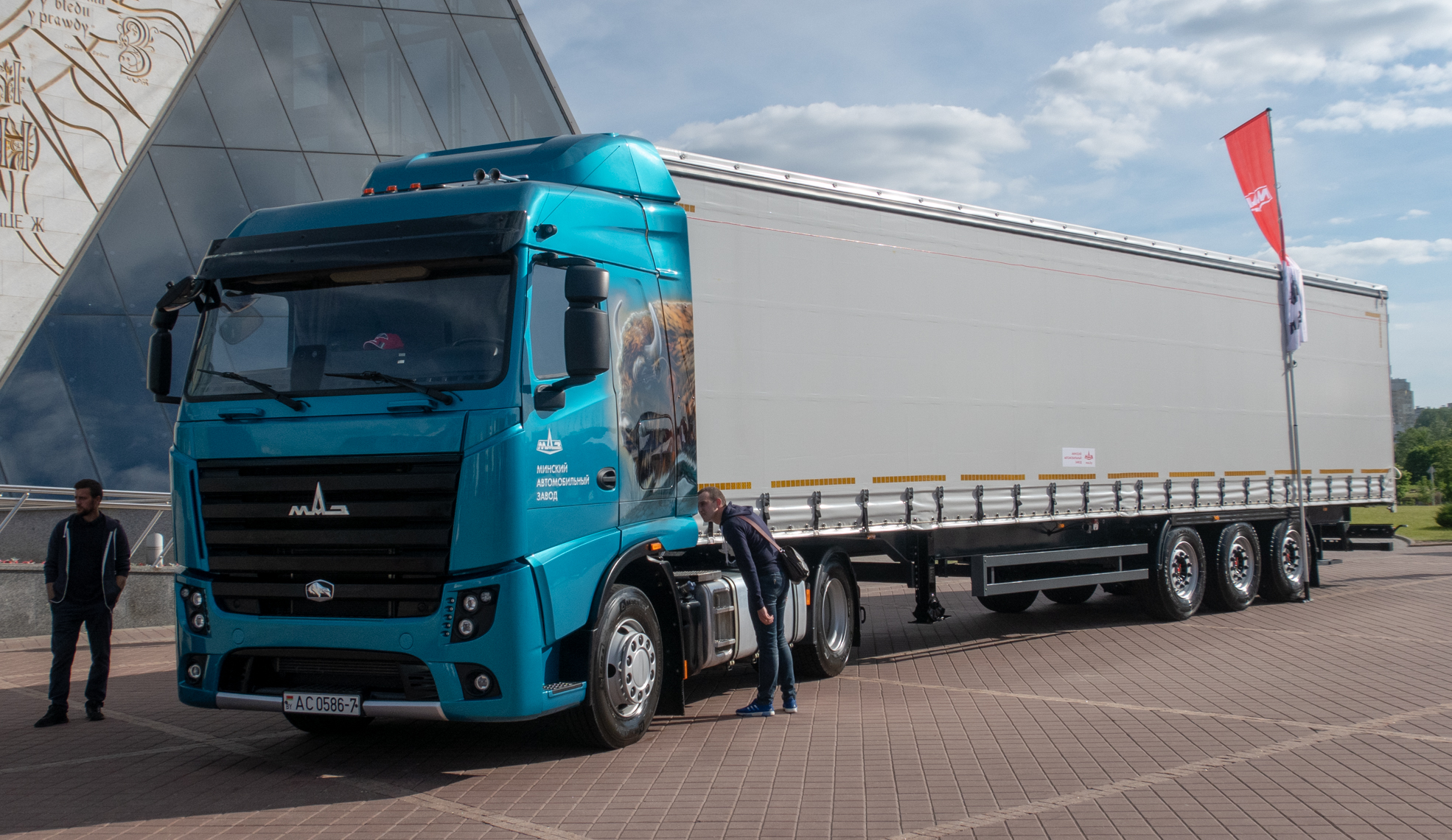
Магистральный седельный тягач МАЗ-5440М9.

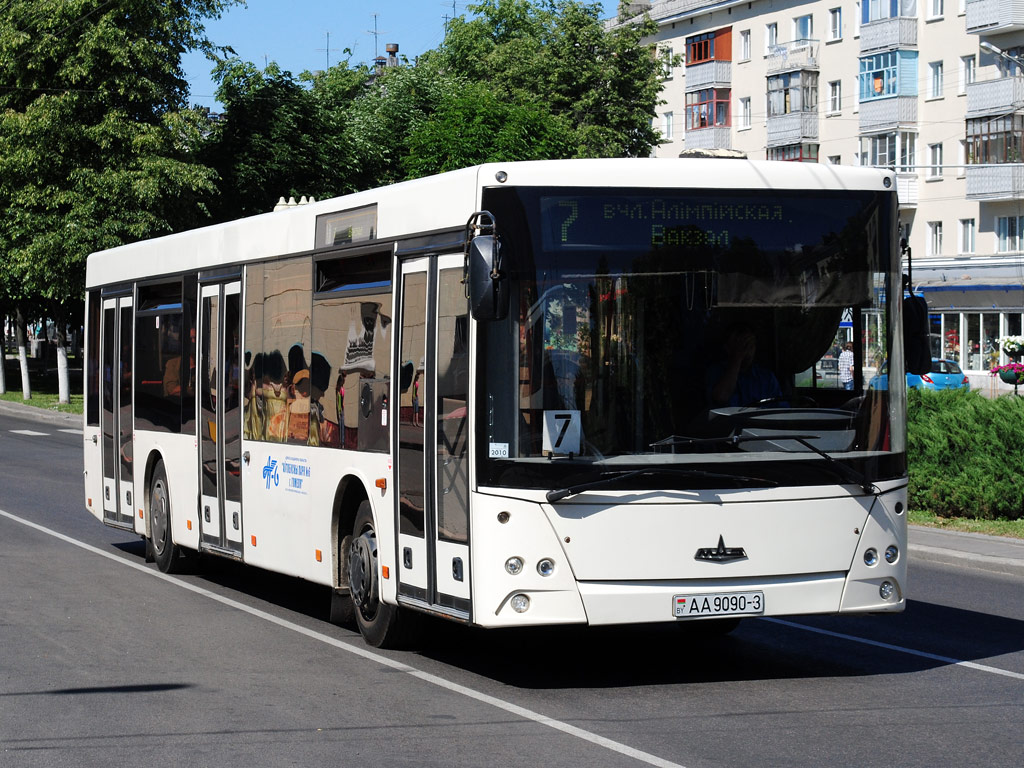
Автобус МАЗ-203

Завод был основан в 1944 году как автосборочное предприятие, на котором собирались из машинокомплектов автомобили Ford, Chevrolet, GMC, Studebaker, поставлявшиеся по ленд-лизу в СССР.
В 1946 году началось строительство завода с полным циклом производства. В 1992 году МАЗ начал производство по лицензии автобусов Neoplan N4014. Впоследствии заводом разработаны новые модели с широким использованием отечественных комплектующих — МАЗ-103 и другие.

### Белорусский автомобильный завод
В состав холдинга входят:

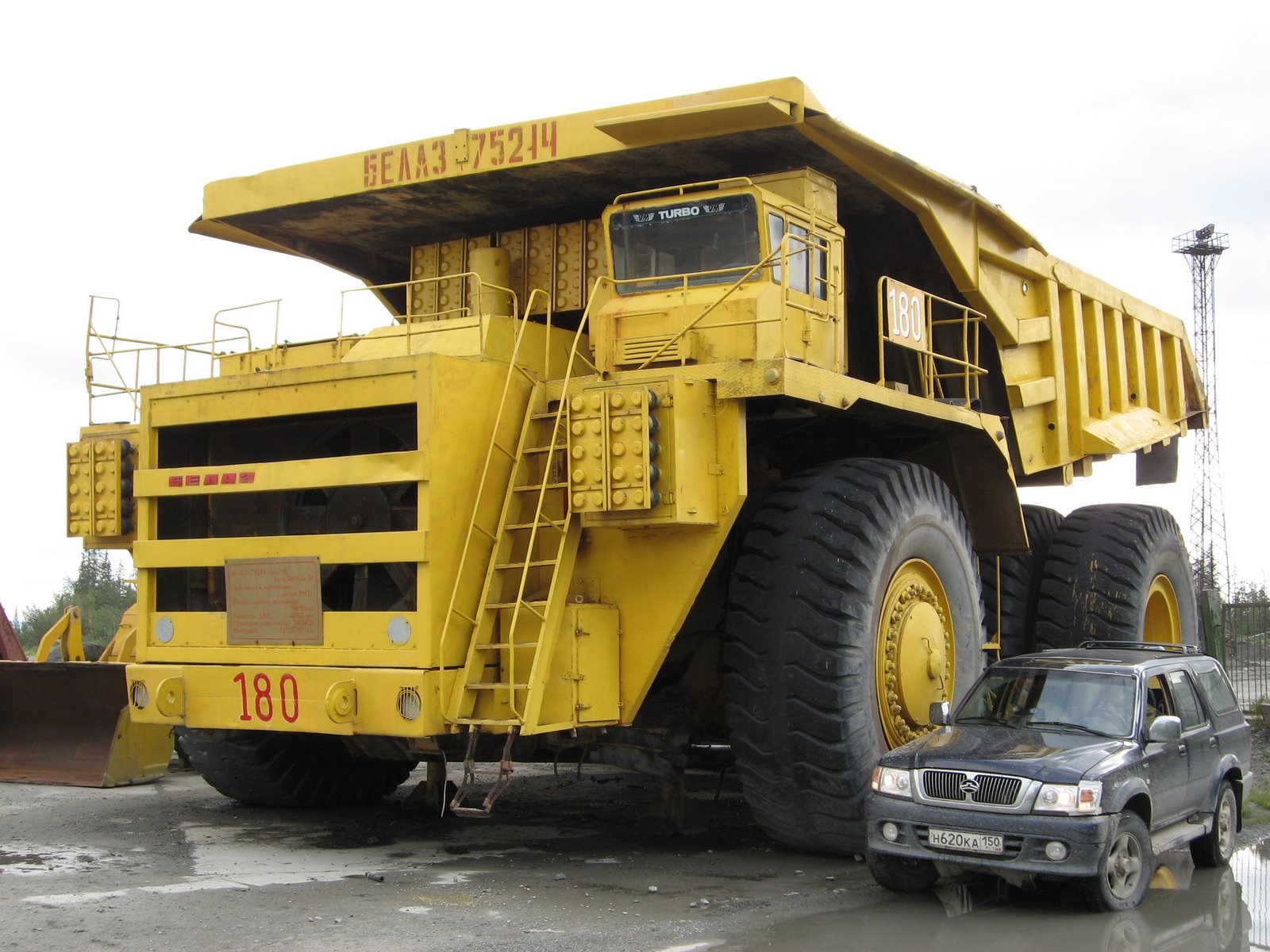
БелАЗ-75214

- ОАО «БелАЗ» — управляющая компания холдинга «БелАЗ-холдинг» (Жодино Минской области; более 12 тысяч работников)[8];
- ОАО «Могилёвский автомобильный завод имени С. М. Кирова»[9];
- СЗАО «Могилёвский вагоностроительный завод»[10];
- ОАО «Кузлитмаш» (Пинск Брестской области; около 700 работников)[11][12];
- ОАО «Слуцкий завод подъёмно-транспортного оборудования» (около 250 работников)[13];
- ОАО «Стародорожский механический завод»[14].

### Минский завод колёсных тягачей

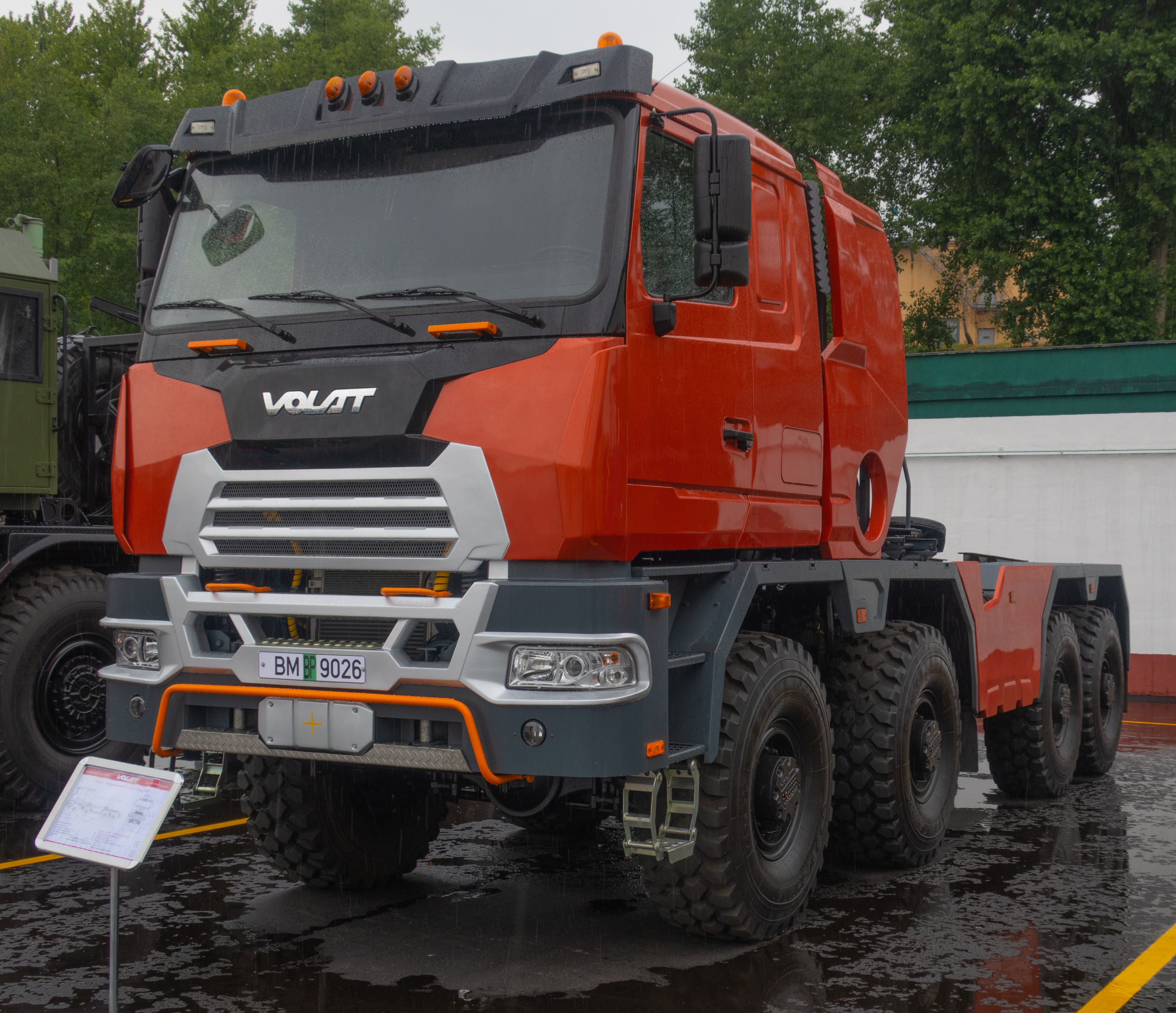
Седельный тягач МЗКТ-750440.

### Могилёвский автомобильный завод
Могилёвский автомобильный завод им. Кирова начал работу в 1935 году как авторемонтный завод. В 1939—1941 годах велось строительство авиамоторного завода, затем предприятие переоборудовано в локомобильный завод, а на выпуске строительно-дорожной техники специализируется с 1958 года. Выпускал автотягачи, самоходные скреперы, подземные самосвалы.
В настоящее время завод является частью холдинга БелАЗ как отдел подземной и строительно-дорожной техники.

### Амкодор
ОАО «Амкодор» создано в 1991 году на базе минского завода «Ударник» и специализируется на выпуске дорожно-строительной и специальной техники.

### Белкоммунмаш

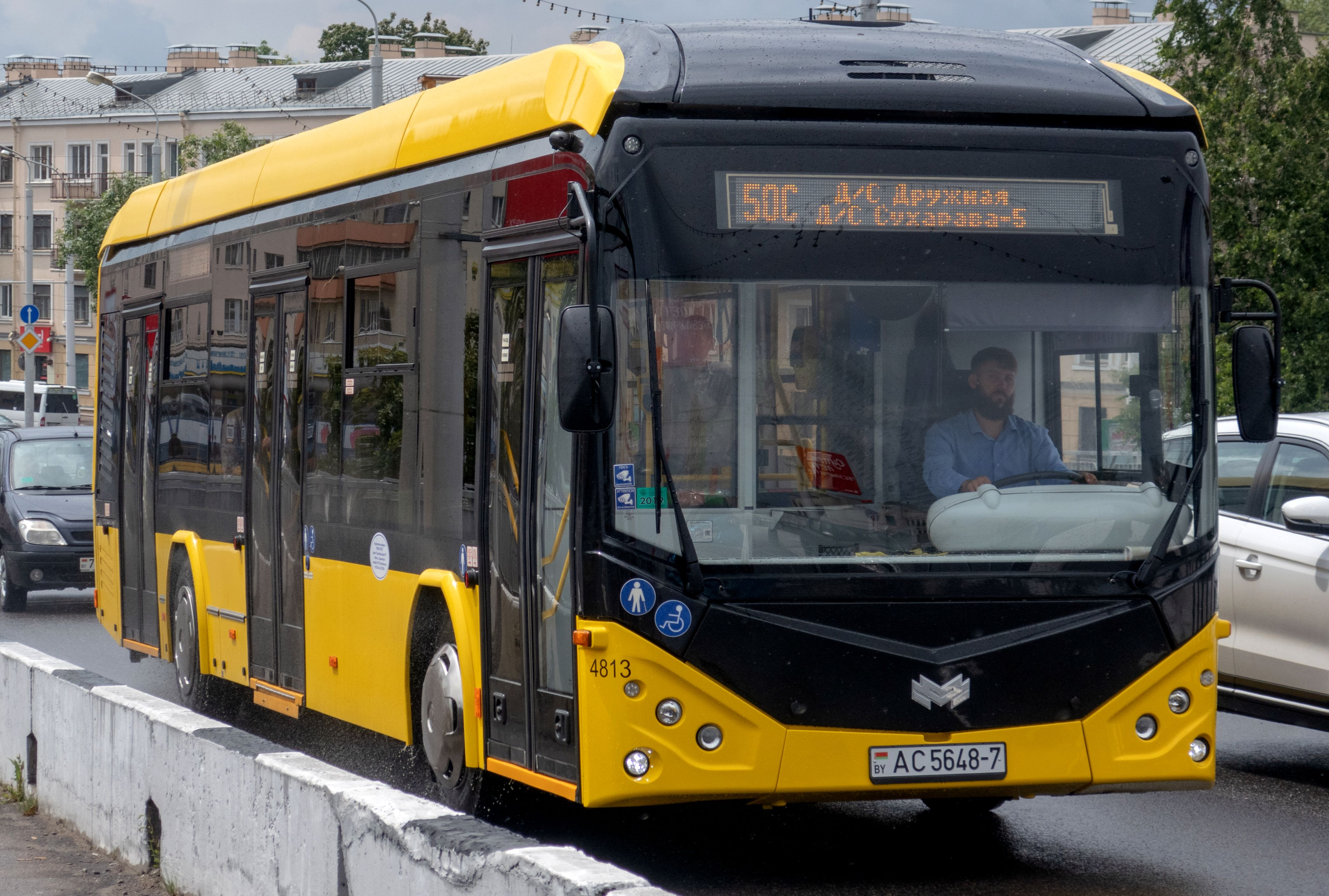
Электробус модели Е321 производства Белкоммунмаш

В 1973 году в Минске был создан ремонтный трамвайно-троллейбусный завод. С обретением независимости остро встала проблема обеспечения городов Беларуси новым электрическим пассажирским транспортом (троллейбусные системы существовали в семи городах, трамвайные — в четырёх).
В 1993 году Минский ремонтный трамвайно-троллейбусный завод начал готовиться к выпуску электротранспорта; производство троллейбусов АКСМ-100 началось в 1994 году, трамваев АКСМ-1М — в 2000 году, электробусов АКСМ-Е433 — в 2016 году. Впоследствии модельный ряд значительно увеличился.
В настоящее время на базе предприятия создан холдинг «Белкоммунмаш».

### Опытный завод Нёман
В 1992 году в рамках программы конверсии началось производство лицензионной копии автобусов ЛиАЗ-5256 на ПРУП «Опытный завод „Неман“» (город Лида Гродненской области). Впоследствии были разработаны и запущены в серийное производство автобусы Неман-52012 и другие модели. В 2014 году завод стал филиалом МЗКТ, новое юридическое название — филиал «Автосборочный завод „Неман“» ОАО «Минский завод колесных тягачей».

### Гомельский авторемонтный завод

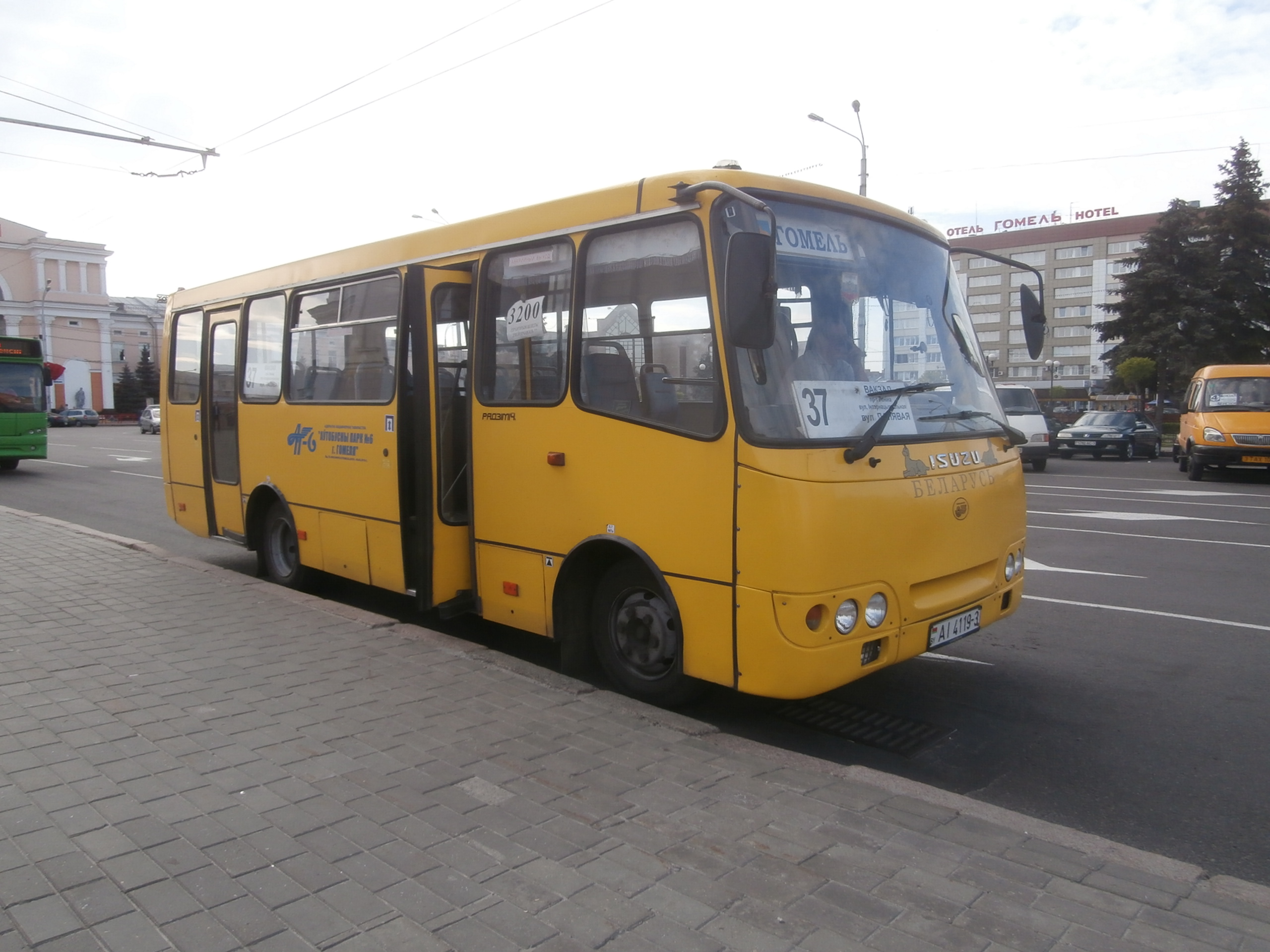
Автобус Радзіміч А092 в Гомеле.

В середине 2000-х годов Гомельский авторемонтный завод (ГАРЗ) занялся сборкой автобусов малого класса и грузовых автомобилей на шасси Isuzu; автобусы продавались под торговой маркой «Радзіміч» (по названию славянского летописного племенного объединения IX—XII веков радимичей, населявших в том числе восток Гомельской области).
Впоследствии начался выпуск пригородных автобусов.
Первоначально завод закупал большую часть комплектующих у украинского ОАО «Черкасский автобус» («Богдан») и завода Isuzu, но затем приступил к постепенному замещению иностранных комплектующих. В частности, на грузовые автомобили, собираемые из комплектов Isuzu, устанавливались двигатели Минского моторного завода; для автобусов в Беларуси изготовлялись кузовы, пневматические системы, электрика, внутренняя отделка. В 2006—2012 гг. завод выпустил около 1600 автобусов «Радзіміч», в 2013 году освоил выпуск автобуса А432 на метане.
В 2014 году завод признан банкротом.

### Юнисон

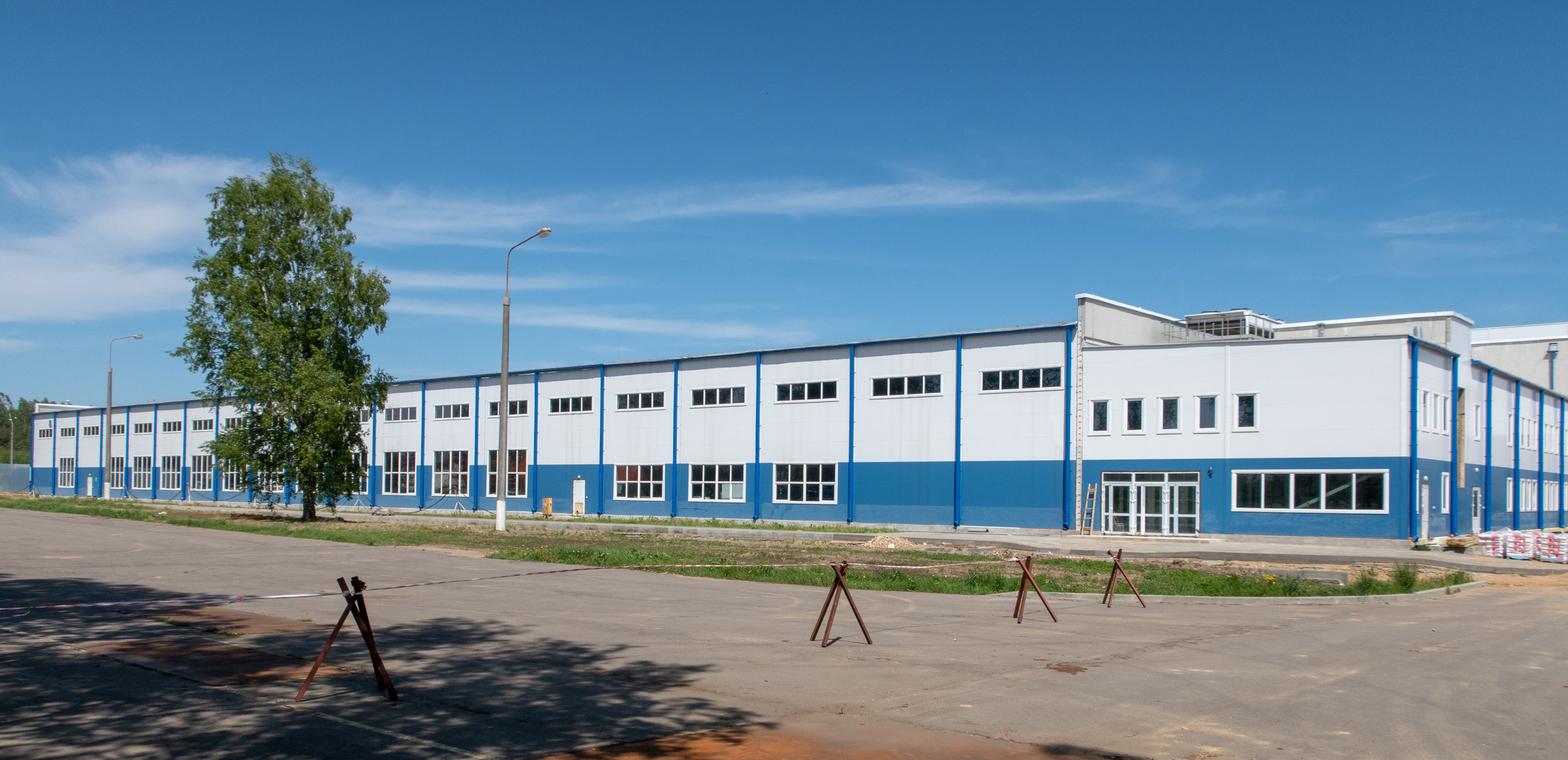
Новые корпуса завода «Юнисон»

В середине 1990-х годов было основано совместное предприятие с компанией Ford — «Форд-Юнион» (сейчас — СП ЗАО «Юнисон»). В деревне Обчак Минского района был построен корпус для сборки автомобилей.
После прекращения сотрудничества с Ford в 2000 году, предприятие занималось сборкой автомобилей Lublin и иранских Samand. 

В 2014 году компания подписала соглашения с General Motors и PSA Peugeot Citroën, после чего началась сборка нескольких моделей Peugeot, Citroën, Cadillac XT5, Cadillac Escalade, Chevrolet Tahoe.

### БелДжи

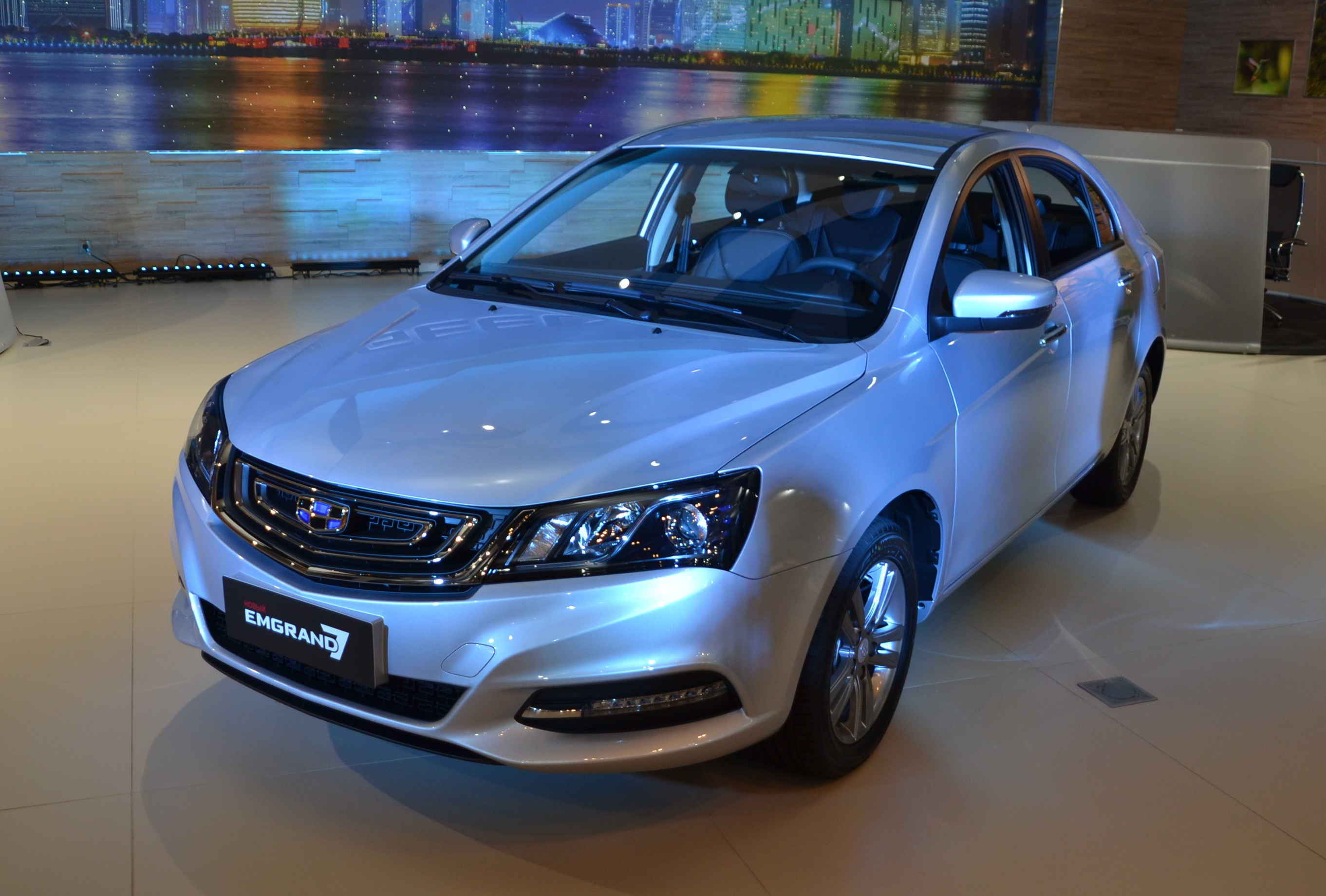
Geely Emgrand 7

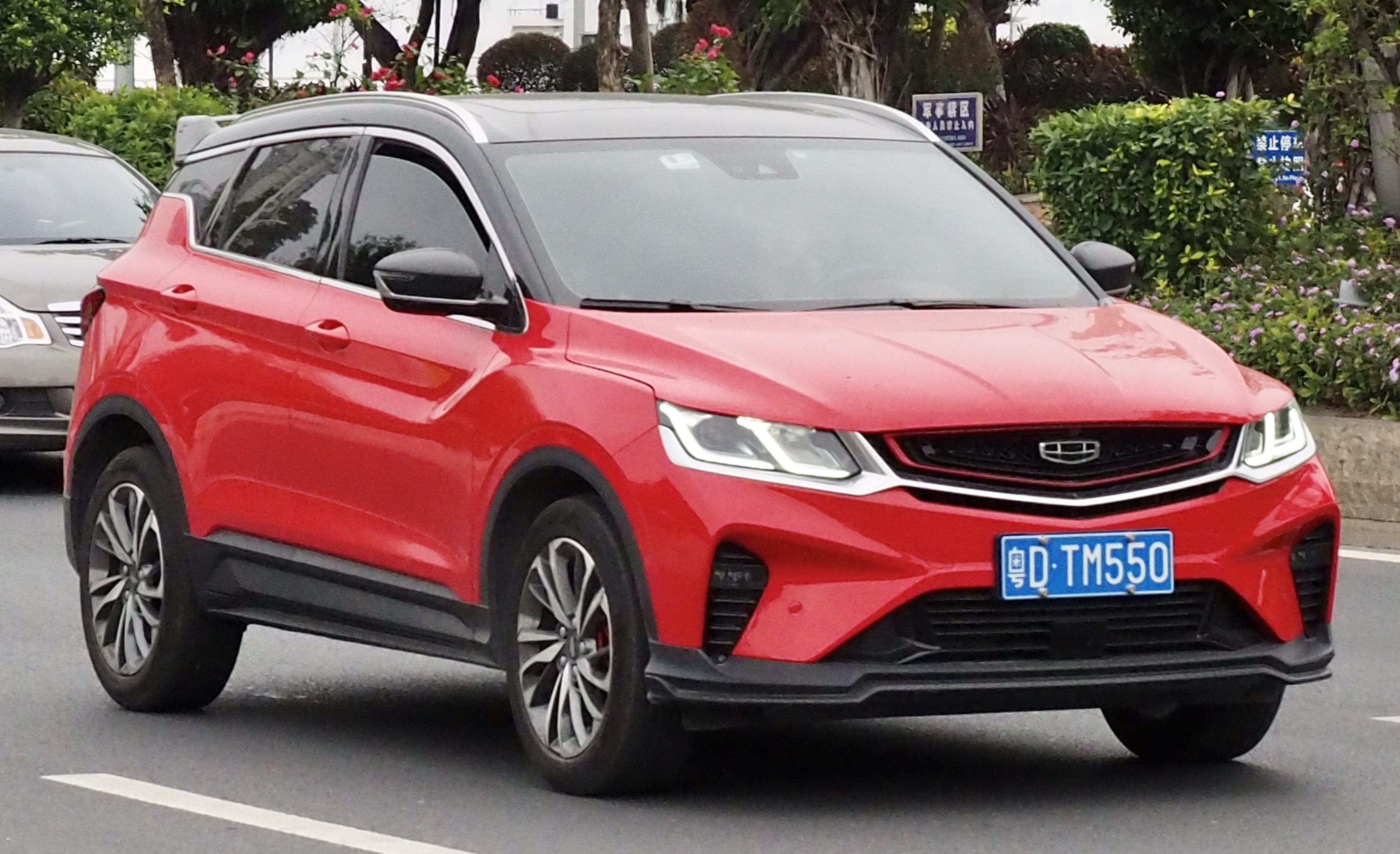
Geely Coolray

В 2011 году было подписано соглашение о создании СЗАО «Белджи» с китайской компанией Geely (51 % акций совместного предприятия принадлежит ОАО «БелАЗ»), в рамках которого началось строительство автосборочного завода возле автодороги P53, между городами Жодино и Борисов Минской области; проектная мощность завода — 60 тыс. автомобилей в год.
Завод был официально открыт в ноябре 2017 года; предполагается, что в 2018 году локализация производства должна составить 52 %. В 2023 году началось производство автомобилей под маркой BelGee основанных на автомобилях Geely. От оригинала они отличаются использованием белорусских и российских компонентов вместо китайских.

### Прочие
- ОАО «Брестмаш» — филиал Минского автомобильного завода. С конца 2019 года на предприятии началась сборка микроавтобусов МАЗ-281040 и фургонов МАЗ-365022 собираемых из комплектов китайского производителя JAC.
- Могилёвтрансмаш — МАЗ-182 (производство так и не состоялось);
- 140 ремонтный завод (Борисов) небольшими партиями выпускает вездеходы[26].